# Негуши (племя)

Старая Черногория и её племена.

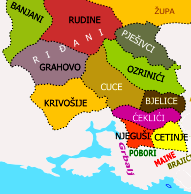
Карта племен Катунской нахии

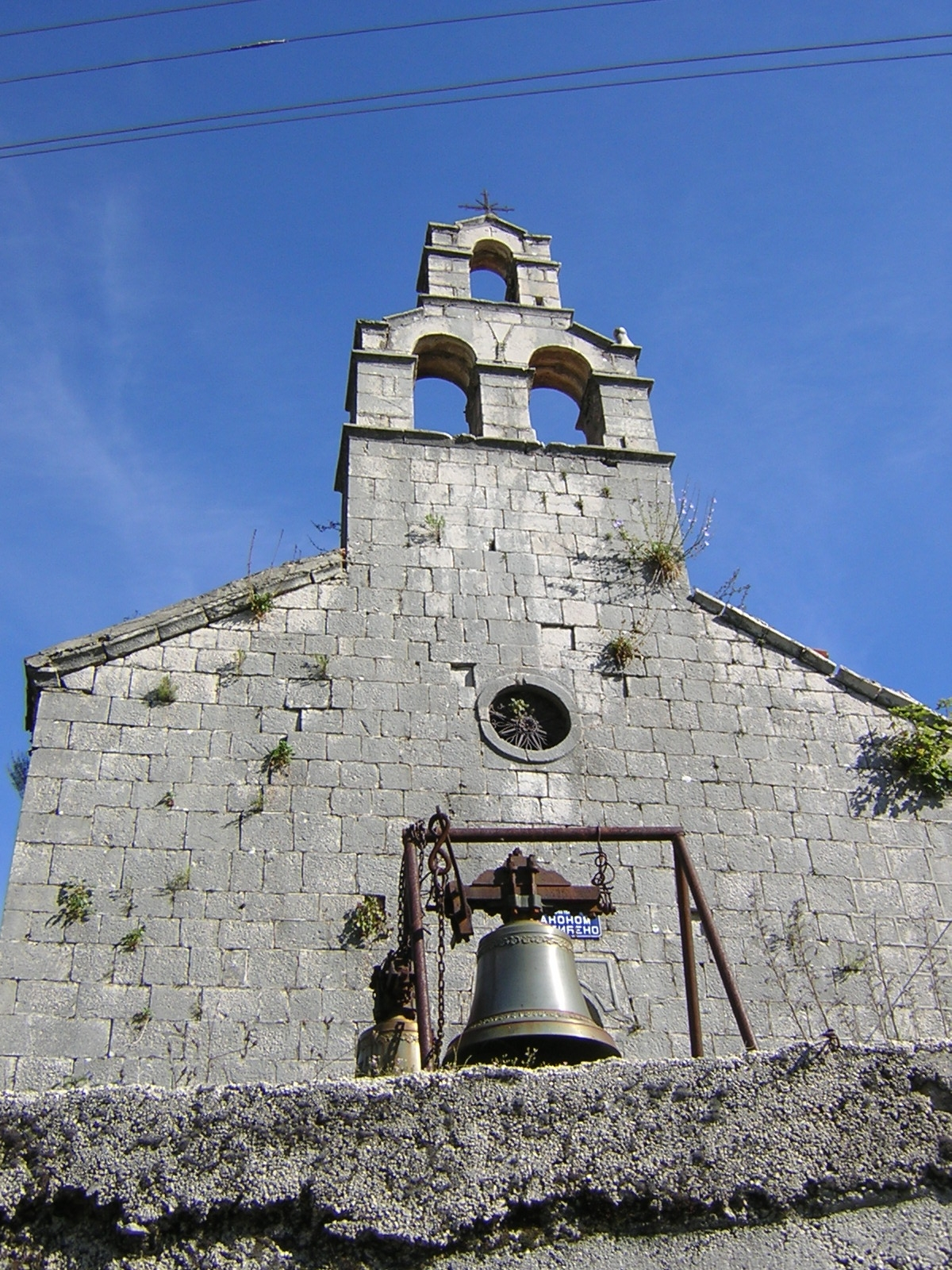
Церковь в Негушах.

Негуши (серб. Његуши) — черногорское племя в Катунской нахии, проживавшее в поселениях вокруг горы Ловчен и к северу от него, хранило «искру сербской свободы» в его чистоте. Как и другие племена, Негуши делился на кровные общины — братства. Одним из них должны были быть Гераковичи, среди которых выделялись братство Петровичи и братство Куйовичи. Вторая ветвь — Райчевичи, по мнению Райча, из них должны быть Радоничи, называемые Говернадуровичами по названию наместничества в их братстве, и Шуковичи.
Племя Негуши занимало Поле Негушко и западные предгорья горы Ловчен, возвышающейся над этим полем. Вокруг Негушей проживает племя Цетине с востока, племя Чеклин с севера, а с запада и юга находился Которский залив. Основная часть территории племени — Негушко Поле, в котором находятся деревни: Дуги До, Гераковичи, Копито, Врба и Райчевичи. К северу от поля находятся: Вельи и Мали Залаз, а к югу: Жанев До, Мирач и Майстори. По данным 1927 года, у племени Негуши было 450 домов. Через Негуш проходилас дорога из Цетине в Котор, и еще в старину сюда вел торговый путь.
Негуши — настоящее, старинное имя, сохранившееся до наших дней. Илия Руварак говорит, что «племя Негуши было названо по имени прародителя по имени Негуш, имя которого уже встречается в латинском документе 1000 года» (Negusius Podcupica). Негуши упоминаются в венецианских архивах в 1435 году, имя 400 домов. Иречек утверждает, что название Негуши происходит от личного имени: «Негуши от Негуши (основа слова njego — ухаживать, лелеять, ср. Негомир, Негослав, Негован, Негота)». Он утверждает, что имя Негуш существует в Польше, а также зафиксировано в Герцеговине в 1740 году и других местах. Епископ Василий в своей «Истории Черной горы» он называет Негуше Негоши. В начале XVII века (1614 г.) у них было двести домов и 480 вооруженных людей.
Племя появилось задолго до того времени, когда мы находим его впервые упомянутым, конечно, до Сербского государства Неманичей. Оно было основано, без сомнения, зечанами (жителями Зетской равнины), у которых в древние времена были катуны в Негуши и Ловчене. С древности в Негушах проживали: старые Негуши и поселенцы. Коренные жители — это братства, чьи предки создали это племя и которые были в Негушах еще в 15 веке. Сейчас они составляют треть племени. Из них половина — потомки старых зечан, а половина — выходцы из Боснии. Из многих братств Зеты, которые по большей части, вытесненные поселенцами, вымерли или эмигрировали, основная группа состояла из Вельекрайцев, названных так в честь части Негушского поля, где они жили. Из них в XVII веке было два черногорских митрополита, и, возможно, епископ Руфим I был уроженцем Негуша. Из коренных жителей родом из Боснии Пуношевичи, которые делятся на несколько более узких братств.
С конца XV века и позже в Негуше приезжали пришельцы из разных районов. Из них два родственных братства, Гераковичи и Райчевичи, развились и выделились больше всего. По традиции, они происходят от братьев Герака и Райча, которые во время оккупации турками-османами Боснии (1463 г.) прошли под горой Негош, а оттуда в Негуше в конце 15 века. Петр I Петрович Негош пишет в одном из своих писем, что его предки пришли в Черногорию из Старой Герцеговины, под горой Негош. Гераковичи делятся на Петровичей и Поповичей, а Райчевичи на Радоничей, Подубличаней и Пенда. Вместе с несколькими другими братствами-иммигрантами, такими как Поповичи, родом из Очинича, Кустудие из Белопавличей, Врбице из деревни Врбе в Герцеговине и др., они составляют две трети племени. Еще в XVI-XVII веках туземцы составляли основную массу племени и имели в ней лидерство. Поселенцы, размножаясь, постепенно подавляли их, так что с конца XVII века, особенно с избранием епископа Данило черногорским митрополитом, потомки Гераков и Райчей получили господство в племени. Черногорская династия происходит от Петровичей. Губернаторы Черногории были избраны из числа Радоничей.
Самая большая и очень старая, вероятно, самая старая церковь в Негушко поле, которая с древних времен также является общинной церковью всего племени, посвященная Великой Даме, была построена древними Негушами, и которая позже была расширена и отремонтирована во время правления губернатора Станиславом Радоничем.

## Известные воспитатели
- Петровичи Негоши
- Данило I Петрович Негош (1670—1735), владыка Черногории (1697—1735)
- Савва Петрович Негош (1702—1782), владыка Черногории (1735—1782)
- Василий Петрович (1709—1766), владыка Черногории (1744—1766)
- Петар I Петрович Негош (1748—1830), владыка Черногории (1782—1830)
- Петар II Петрович Негош (1813—1851), владыка Черногории (1830—1851)
- Данило Петрович (1826—1860), князь Черногории (1852—1860)
- Мирко Петрович Негош (1820—1867), воевода Черногории, старший брат князя Данило и отец короля Николы
- Никола I Петрович (1841—1921), князь Черногории (1860—1910), король Черногории (1910—1918)
- Данило Петрович (1871—1939), черногорский кронпринц, старший сын короля Николы I Петровича Негоша и Милены Вукотич
- Мирко Петрович Негош (1879—1918), великий воевода Граховский и Зетский
- Михайло Петрович Негош (1908—1986), глава королевского дома Черногории (1921—1986)
- Никола II Петрович (р. 1944), глава королевского дома Черногории с 1986 года
- Зорка Карагеоргиевич (1864—1890), дочь короля Николы I Черногорского, жена короля Сербии Пётра I Карагеоргиевича
- Милица Николаевна (1866—1951), дочь короля Николы I Черногорского, жена великого князя Петра Николевича
- Елена Савойская (1873—1952), дочь короля Николы I Черногорского, жена Виктора Эммануила III, короля Италии
- Анна Баттенбергская (1874—1971), принцесса Черногорская, шестая дочь князя Черногории Николая I
- Ксения Петрович Негош (1881—1960), черногорская принцесса, дочь короля Николы I
- Вера Петрович-Негош (1887—1927), черногорская принцесса, дочь короля Николы I
- Стано Радонич (XVIII век), черногорский герцог и сердар
- Станислав Вуколаев Радонич (1690—1758), губернатор Черногории (1756—1758)
- Вукайло Радонич (1745—1764), губернатор Черногории (1758—1764)
- Йован Радонич (1748—1803), губернатор Черногории (1765—1803)
- Вуколай Радонич (ок. 1770—1832), последний черногорский губернатор (1804—1832)
- Лука Радонич, претендент на трон Черногории.
- Катарина Радонич, первый черногорский автор книги по истории «Краткое описание Зеты и Черногории»
- Машо Врбица (1833—1898), черногорский воевода
- Джина Врбица (1913—1943), югославская студентка, партизанка Народно-освободительной войны Югославии
- Йово Бечир (1870—1942), черногорский бригадный генерал, командир герцеговинского отряда и полковник югославской армии
- Момчило Оташевич (р. 1990), черногорский, хорватский и сербский актёр телевидения, кино и театра
- Андрия Попович (р. 1959), черногорский политик и бывший игрок в водное поло.